# Gouvernement Drakeford I
Pour les articles homonymes, voir Gouvernement du Ve Senedd et Gouvernement Mark Drakeford.
Gouvernement gallois
Jones III Drakeford II
Le gouvernement de Mark Drakeford est le dixième exécutif gallois dévolu entre le 13 décembre 2018 et le 12 mai 2021, sous la Ve législature de l’Assemblée nationale du pays de Galles, devenue le Parlement gallois.
Il est dirigé par Mark Drakeford, nouveau chef du Labour après la démission de Carwyn Jones, à la tête d’une majorité absolue au sein de la chambre élue en mai 2016 grâce au soutien de deux membres dans le cadre d’une coalition ad hoc. Il succède au troisième gouvernement Jones (2016-2018).

## Histoire

### Contexte politique
À l’issue des élections législatives du 5 mai 2016, le premier ministre sortant Carwyn Jones (Labour) dispose du plus grand nombre de sièges à l’Assemblée nationale du pays de Galles (29 sur 60). Le 11 mai, Carwyn Jones échoue à se faire réélire à la tête du gouvernement gallois puisqu’il obtient le même nombre de suffrages (29 voix) que la candidate du Plaid Cymru, Leanne Wood, soutenue par les Conservatives et le UK Independence Party. Après un accord conclu entre le Plaid et le Labour, il est réinvesti à la tête d’un troisième gouvernement le 18 mai.
En avril 2018, le premier ministre annonce son intention de démissionner de son poste à l’automne à la suite du suicide en novembre 2017 de son ancien ministre Carl Sargeant, membre de l’Assemblée. Son poste de chef du Labour est également remis en jeu.
Le 6 décembre 2018, Mark Drakeford, secrétaire de cabinet à la Finance dans le gouvernement de Carwyn Jones, est élu chef du Labour.

### Mise en place et évolution du gouvernement
Le 12 décembre 2018, Mark Drakeford est désigné premier ministre par l’Assemblée et prête serment le lendemain après sa nomination par Élisabeth II,.
Le gouvernement est formé le 13 décembre 2018.

## Statut

### Intitulé gouvernemental
Au sens de la disposition 45 du Government of Wales Act 2006 amendée par le Wales Act 2014, l’exécutif désormais séparé de l’Assemblée nationale du pays de Galles est appelé le « Gouvernement gallois » (Welsh Government en anglais et Llywodraeth Cymru en gallois) depuis le 17 février 2015, le nom que le gouvernement de l’Assemblée galloise avait choisi de s’attribuer depuis 2011 bien que cette prérogative ne lui soit pas octroyée,,.

### Postes ministériels
Chaque membre du Gouvernement gallois prend rang selon l’ordre hiérarchique ministériel établi, :
1. Le premier ministre (First Minister en anglais et Prif Weinidog en gallois)[b] ;
2. Les ministres (Ministers en anglais et Ggweinidogion en gallois)[c] ;
3. Le conseiller général (Counsel General en anglais et Cwnsler Cyffredinol en gallois)[d] ;
4. Les vice-ministres (Deputy Ministers en anglais et Dirprwy Weinidogion en gallois)[e].

## Composition

### Cabinet
| Poste | Identité                             | Mandat                         | Parti | Parti             |
| --- | ------------------------------------ | ------------------------------ | ----- | ----------------- |
| Premier ministre First Minister                                                                                                  | Mark Drakeford                       | 13 décembre 2018 — 12 mai 2021 |       | Labour            |
| Ministre des Finances Minister for Finance                                                                                       | Rebecca Evans                        | 13 décembre 2018 — 12 mai 2021 |       | Labour            |
| Trefnydd | Rebecca Evans                        | 13 décembre 2018 — 12 mai 2021 |       | Labour            |
| Ministre de la Santé et des Services sociaux Minister for Health and Social Services                                             | Vaughan Gething                      | 13 décembre 2018 — 12 mai 2021 |       | Labour            |
| Ministre de la Santé mentale, du Bien-être et de la Langue galloise Minister for Mental Health, Wellbeing and the Welsh Language | Eluned Morgan, baronne Morgan of Ely | 13 décembre 2018 — 12 mai 2021 |       | Labour            |
| Ministre de l’Économie et du Transport Minister for Economy and Transport                                                        | Ken Skates                           | 13 décembre 2018 — 12 mai 2021 |       | Labour            |
| Ministre du Nord du pays de Galles Minister for North Wales                                                                      | Ken Skates                           | 13 décembre 2018 — 12 mai 2021 |       | Labour            |
| Ministre du Logement et du Gouvernement local Minister for Housing and Local Government                                          | Julie James                          | 13 décembre 2018 — 12 mai 2021 |       | Labour            |
| Ministre de l’Éducation Minister for Education                                                                                   | Kirsty Williams                      | 13 décembre 2018 — 12 mai 2021 |       | Liberal Democrats |
| Ministre de l’Environnement, de l’Énergie et des Affaires rurales Minister for Environment, Energy and Rural Affairs             | Lesley Griffiths                     | 13 décembre 2018 — 12 mai 2021 |       | Labour            |
| Ministre de la Transition européenne Minister for European Transition                                                            | Jeremy Miles                         | 13 décembre 2018 — 12 mai 2021 |       | Labour            |
| Conseiller général Counsel General                                                                                               | Jeremy Miles                         | 13 décembre 2018 — 12 mai 2021 |       | Labour            |
| Titulaire d’un poste ayant des dispositions particulières pour être membre du cabinet                                            |                                      |                                |       |                   |
| Whip en chef Chief Whip | Jane Hutt                            | 13 décembre 2018 — 12 mai 2021 |       | Labour            |

### Vice-ministres
| Poste                                                                                               | Identité                              | Mandat                         | Parti | Parti       |
| --------------------------------------------------------------------------------------------------- | ------------------------------------- | ------------------------------ | ----- | ----------- |
| Vice-ministre Deputy Minister                                                                       | Jane Hutt                             | 13 décembre 2018 — 12 mai 2021 |       | Labour      |
| Vice-ministre de la Santé et des Services sociaux Deputy Minister for Health and Social Services    | Julie Morgan                          | 13 décembre 2018 — 12 mai 2021 |       | Labour      |
| Vice-ministre de la Culture, du Sport et du Tourisme Deputy Minister for Culture, Sport and Tourism | Dafydd Elis-Thomas, baron Elis-Thomas | 13 décembre 2018 — 12 mai 2021 |       | Independent |
| Vice-ministre de l’Économie et du Transport Deputy Minister for Economy and Transport               | Lee Waters                            | 13 décembre 2018 — 12 mai 2021 |       | Labour      |
| Vice-ministre du Logement et du Gouvernement local Deputy Minister for Housing and Local Government | Hannah Blythyn                        | 13 décembre 2018 — 12 mai 2021 |       | Labour      |